# Kammer der Abgeordneten (Bayern)

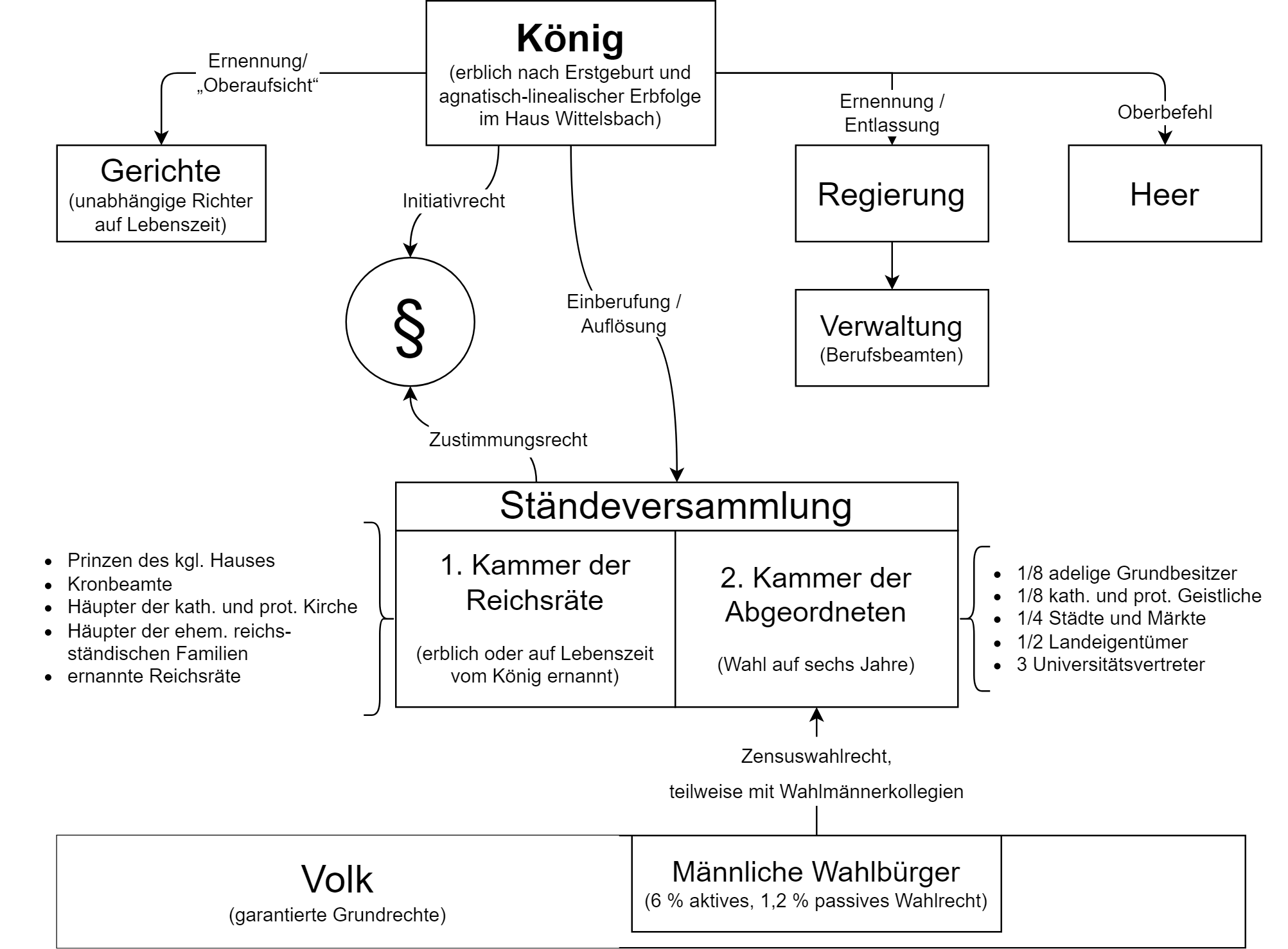
Schematische Darstellung der Verfassung von 1818 mit der Abgeordnetenkammer

Die Kammer der Abgeordneten war von 1819 bis 1919 neben der Kammer der Reichsräte die zweite Kammer der bayerischen Ständeversammlung (des Landtags des Königreichs Bayern) und damit Vorläufer des heutigen Bayerischen Landtages. König Maximilian I. Joseph eröffnete die Ständeversammlung am 4. Februar 1819 in einer gemeinsamen Sitzung beider Kammern feierlich mit einer Thronrede. Zuvor hatten sich die Kammern konstituiert, die Kammer der Abgeordneten in einer ersten allgemeinen Sitzung am 1. Februar 1819.

## Anfänge

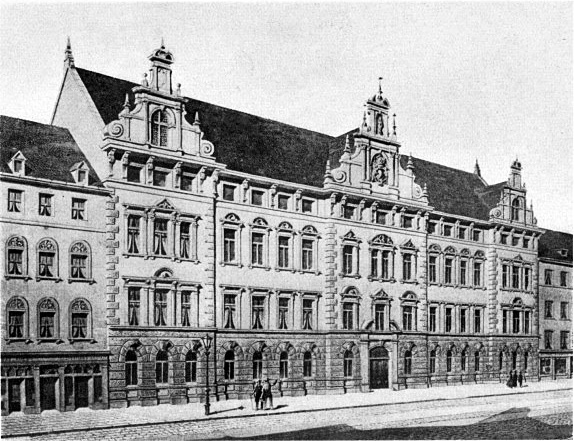
Das Landtagsgebäude, München, Prannerstraße (zerstört im Zweiten Weltkrieg), mit der 1884 von Max von Siebert entworfenen Fassade

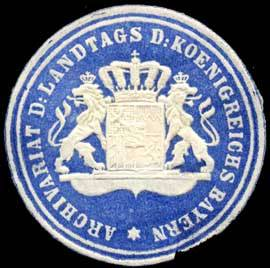
Siegelmarke, Archivariat des Landtags des Königreichs Bayern

Nach der Gründung des Deutschen Bundes kam es in den meisten Staaten Deutschlands zu ersten Verfassungen. § 13 der Deutschen Bundesakte verpflichtete die Staaten, in diesen Verfassungen die Einrichtung von Landtagen vorzusehen. Die Verfassung des Königreichs Bayern von 1818, die die seit 1808 geltende Konstitution ablöste, setzte diese Vorgabe (wie in den anderen Ländern) dahingehend um, dass eine bikamerale Bayerische Ständeversammlung eingerichtet wurde. Die Kammer der Abgeordneten war darin die zweite der beiden Kammern.

## Einberufung und Wahlperiode
Der bayerische König berief die Ständeversammlung ein. Er war verpflichtet sie zumindest alle drei Jahre einzuberufen. Soweit die Ständeversammlung zusammentrat, erfolgte die Einberufung, Eröffnung und Schließung beider Kammern gleichzeitig. Die Dauer der Sitzung durfte in der Regel nicht länger als zwei Monate sein. Der König hatte das Recht, die Versammlung zu verlängern, zu vertagen oder aufzulösen.
Die Verfassung gab vor, dass alle sechs Jahre Neuwahlen zur Kammer der Abgeordneten stattfinden sollten. Löste der König die Ständeversammlung auf, musste innerhalb von drei Monaten eine Neuwahl der Kammer der Abgeordneten vorgenommen werden.
Das Wahlrecht wurde mehrmals geändert. 1848 wurde die Wahl nach Klassen abgeschafft, 1881 die geheime und 1906 die direkte Wahl der Abgeordneten eingeführt.

## Rechte der Zweiten Kammer
Die Kompetenzen der Kammer wurden sukzessive erweitert. Jedoch blieb die Regierungsbildung bis zur Novemberrevolution alleinige Aufgabe des Königs, ohne dass das Parlament Einfluss auf die Ernennung hatte. Allerdings wurde 1912 mit Georg von Hertling erstmals ein Vertreter der Mehrheitsfraktion, des Zentrums, zum Ministerpräsidenten berufen.
Gegenüber den Landständen des Heiligen Römischen Reiches Deutscher Nation hatten die Abgeordneten an Freiheit gewonnen. Sie waren dem Gemeinwohl bzw. ihrem Gewissen verpflichtet und nicht mehr an Aufträge und Weisungen ihrer Wähler gebunden. Die Rechte des Parlamentes waren jedoch verglichen mit heutigen Parlamenten gering. Die Ständeversammlung hatte kein Gesetzesinitiativrecht und konnte nur die königlichen Gesetzesvorlagen und Steuerforderungen annehmen oder ablehnen. Beide Kammern der Ständeversammlung waren dabei gleichberechtigt. Sie konnten jedoch zu den königlichen Ministern und ihrer Tätigkeit Stellung beziehen.

## Zusammensetzung der Zweiten Kammer

### 1818 bis 1848
Die Wahl war keine allgemeine und keine gleiche Wahl: Frauen und Besitzlose waren grundsätzlich ausgeschlossen. Die Wahl in die Kammer der Abgeordneten erfolgte getrennt nach Wählergruppen. Die einzelnen Klassenstärken verteilten sich nach den vorgegebenen Anteilen. Die Kammer setzte sich folgendermaßen zusammen:
1. Klasse – die adeligen Grundbesitzer mit gutsherrlicher Gerichtsbarkeit (ein Achtel der Abgeordneten)
2. Klasse – Abgeordnete der Universitäten
3. Klasse – die Geistlichen (ein Achtel)
4. Klasse – die Städte und Märkte mit mehr als 500 Familien (ein Viertel)
5. Klasse – die übrigen Grundbesitzer, unabhängig davon, ob sie adelig waren oder nicht (die Hälfte)

Die Zahl der Abgeordneten wurde nach der Zahl der Familien im Königreich gerechnet, und ein Abgeordneter auf 7.000 Familien bestimmt. Hinzu kamen die Vertreter der Universitäten, auf eine Universität entfiel ein Abgeordneter.
Die Wahl erfolgte teils direkt (bei den ersten beiden Gruppen), teils indirekt durch Wahlmänner. Voraussetzung für die Ausübung des aktiven und passiven Wahlrechts war Grundbesitz.

### Wahltermine und Wahlverfahren 1818 bis 1848
Die erste Wahl wurde am 2. Dezember 1818 ausgeschrieben, nachdem die Wahlordnung ausgearbeitet und die Gemeindewahlen vollzogen waren.
Die Klassen I und III konnten die Abstimmung zu Hause vornehmen mit nicht festgelegtem Zeitpunkt der Stimmauszählung. Die Wahlen der Klassen IV und V Wahlen fanden in den Städten eines Regierungsbezirks als Urwahlen ebenso nicht an einem festen Zeitpunkt statt. Durch den relativ großen zeitlichen Unterschied zwischen den Einzelabstimmungen eines Regierungsbezirks und zwischen den Regierungsbezirken an sich gab es keinen festen Wahltermin. Die Wahlen vollzogen sich in einem Zeitrahmen der vierwöchigen Vollzugsfrist.
| Wahltermin Beginn | Ende              | Auflösung         |
| ----------------- | ----------------- | ----------------- |
| 2. Dezember 1818  | 25. Dezember 1818 |                   |
| 17. Dezember 1824 | 20. Januar 1825   |                   |
| 13. Dezember 1830 | 15. Januar 1831   |                   |
| 7. Dezember 1836  | 25. Dezember 1836 | 24. August 1839   |
| 10. Oktober 1839  | 20. November 1839 |                   |
| 1. Oktober 1845   | 10. November 1845 | 12. November 1848 |

1. ↑  Durch Umbildung der Wahlbezirke im Rahmen der Gebietsordnung 1837/38 veranlasste Neuwahlen In: Josef Leeb: Wahlrecht und Wahlen zur Zweiten Kammer der bayerischen Ständeversammlung im Vormärz (1818–1848)., Teilband I in Schriftenreihe der historischen Kommission bei der bayerischen Akademie der Wissenschaft, Band 55, Vandenhoeck & Ruprecht, Göttingen, 1996, S. 153.
2. ↑  Auflösung aufgrund der Änderungen in der Zusammensetzung durch das neue Wahlgesetz vom 4. Juni 1848. Regierungsblatt für das Königreich Bayern 1848 S. 1097 in der Google-Buchsuche

### 1849 bis 1919
Die Kammer wurde am 7. Dezember 1848 zum ersten Mal nach dem neuen Wahlrecht gewählt und trat am 15. Januar 1849 zusammen.
Die Zahl der Abgeordneten berechnete sich nach der Bevölkerung des Königreiches. Das Gesetz von 4. Juni 1848 bestimmte einen Abgeordneten auf 31.500 Einwohner. 1906 wurde die Zahl der Einwohner pro Abgeordneten auf 38.000 erhöht.
Die Abgeordneten wurden nicht mehr nach Klassen gewählt, sondern in gleicher Wahl von allen männlichen Staatsangehörigen, welche eine direkte Steuer zahlten. Die Wahl erfolgte indirekt durch Wahlmänner. Ab 1906 wurden sie in direkter Wahl gewählt.

## Präsidenten und Vizepräsidenten

### 1818–1848

#### Erste Präsidenten
| Name                   | Gruppe    | Amtszeit  |
| ---------------------- | --------- | --------- |
| Sebastian von Schrenck | Klasse I  | 1819–1837 |
| Karl von Seinsheim     | Klasse I  | 1840–1843 |
| Hermann von Rotenhan   | Klasse I  | 1845–1847 |
| Carl Friedrich Heintz  | Klasse V  | 1848      |
| Karl Kirchgessner      | Klasse IV | 1848      |

#### Zweite Präsidenten
| Name                         | Gruppe     | Amtszeit  |
| ---------------------------- | ---------- | --------- |
| Johann Michael von Seuffert  | Klasse IV  | 1819–1822 |
| Joseph von Armansperg        | Klasse I   | 1825      |
| Karl von Leonrod             | Klasse I   | 1827–1828 |
| Franz Joseph Häcker          | Klasse V   | 1828      |
| Johann Adam von Seuffert     | Klasse II  | 1831      |
| Karl von Korb                | Klasse I   | 1834      |
| Karl von Seinsheim           | Klasse I   | 1837      |
| Karl von Korb                | Klasse I   | 1840      |
| Hieronymus von Bayer         | Klasse II  | 1842–1843 |
| Leonhard Friedrich           | Klasse III | 1845–1846 |
| Friedrich von Hegnenberg-Dux | Klasse I   | 1847      |
| Karl Kirchgessner            | Klasse IV  | 1848      |

### 1848–1918

#### Präsidenten
Bis 1873 Erste Präsidenten
| Name                         | Partei     | Amtszeit  |
| ---------------------------- | ---------- | --------- |
| Gustav von Lerchenfeld       | -          | 1849–1849 |
| Friedrich von Hegnenberg-Dux | -          | 1849–1865 |
| Joseph von Pözl              | liberal    | 1865–1869 |
| Ludwig von Weis              | Patrioten  | 1870–1871 |
| Karl von Ow                  | Patrioten  | 1871–1872 |
| Franz von Stauffenberg       | freisinnig | 1873–1875 |
| Karl von Ow                  | Patrioten  | 1875–1892 |
| Johann Baptist von Walter    | Zentrum    | 1893–1897 |
| August von Clemm             | NLP        | 1897–1899 |
| Georg von Orterer            | Zentrum    | 1899–1916 |
| Theobald von Fuchs           | Zentrum    | 1917–1918 |

#### 1. Vizepräsidenten
Bis 1873 Zweite Präsidenten, 1873 – 1907 Vizepräsidenten
| Name                         | Partei    | Amtszeit  |
| ---------------------------- | --------- | --------- |
| Friedrich von Hegnenberg-Dux | -         | 1849      |
| Gottfried von Feder          | -         | 1849      |
| Gustav von Lerchenfeld       | -         | 1849      |
| Ludwig von Weis              | -         | 1849–1855 |
| Adolph Xaver Paur            | -         | 1855–1858 |
| Ludwig von Weis              | -         | 1858–1861 |
| Joseph von Pözl              | liberal   | 1863–1865 |
| Gustav von Schlör            | liberal   | 1866      |
| Maximilian von Pfetten       | -         | 1866–1869 |
| Maximilian von Seinsheim     | Patrioten | 1870–1872 |
| Gustav von Schlör            | liberal   | 1873–1875 |
| Karl Heinrich von Kurz       | Patrioten | 1875–1886 |
| Karl von Alwens              | liberal   | 1886–1892 |
| August von Clemm             | NLP       | 1893–1897 |
| Ludwig von Keller            | LV        | 1897–1904 |
| Theobald von Fuchs           | Zentrum   | 1904–1917 |
| Leopold von Casselmann       | LV        | 1917–1918 |

#### 2. Vizepräsidenten
Amt wurde erst 1907 eingeführt
| Name               | Partei  | Amtszeit  |
| ------------------ | ------- | --------- |
| Karl Hammerschmidt | LV      | 1907–1911 |
| Alois Frank        | Zentrum | 1912–1918 |